# Sphaerostephanos subtruncatus
Sphaerostephanos subtruncatus är en kärrbräkenväxtart som först beskrevs av Jean Baptiste Bory de Saint-Vincent, och fick sitt nu gällande namn av Holtt. Sphaerostephanos subtruncatus ingår i släktet Sphaerostephanos och familjen Thelypteridaceae. Inga underarter finns listade.